# 라그랑주 항등식
라그랑주 항등식(Lagrange's identity)은 임의의 실수 a, b, c, d에 대해 다음의 식을 말한다.
- {\displaystyle (a^{2}+b^{2})(c^{2}+d^{2})=(ad+bc)^{2}+(ac-bd)^{2}=(ad-bc)^{2}+(ac+bd)^{2}.}

즉, 정수 P에 대하여 다음과 같이 정의된 집합 A는 곱셈에 관하여 닫혀 있다는 것이다.
- {\displaystyle A=\{a^{2}+pb^{2}|a,b\in \mathbb {Z} \}}

## 같이 보기
- 항등식
- 대칭식
- 교대식